# Ossela
Ossela is een plaats (freguesia) in de Portugese gemeente Oliveira de Azeméis en telt 2538 inwoners (2001).